# Ficus pleyteana
Ficus pleyteana är en mullbärsväxtart som beskrevs av Edred John Henry Corner. Ficus pleyteana ingår i släktet fikonsläktet, och familjen mullbärsväxter. Inga underarter finns listade i Catalogue of Life.